# Pere Sorribes
Pere Sorribes (Ratera, inicis segle xix - Senan, Conca de Barberà, 1872), conegut com el Guerxo de Ratera fou un destacat capitost carlí, que comandà diverses partides de combatents al llarg de la Segona Guerra Carlina o Guerra dels Matiners a les comarques interiors del Principat.
De família molt humil natural de Ratera (Segarra), participà en la Primera Guerra Carlina, però fou durant la revolta dels Matiners quan adquirí la màxima rellevància. Integrat primer a les tropes de Benet Tristany, a la mort d'aquest conduí una partida d'homes que, segons algunes fonts, arribà als 120 membres.
Morí en una acció a l'inici de la Tercera carlinada, a la vila de Senan (Conca de Barberà).